# Thin-le-Moutier

Thin-le-Moutier este o comună în departamentul Ardennes din nordul Franței. În 1 ianuarie 2022 avea o populație de 682 de locuitori.